# Tobias Etter
Tobias Etter (* 27. Oktober 1980) ist ein Schweizer Segler. 

## Leben
Etter lebt in Egg und ist von Beruf Ingenieur.

## Sportliche Karriere
Zusammen mit Felix Steiger segelt er in der Bootsklasse 470er Jolle. Bei der Universiade in İzmir 2005 gewannen Etter und Steiger die Bronzemedaille. Ihre grössten Erfolge sind der Gesamtsieg bei der Melbourne International Regatta 2007 und bei der Kieler Woche im darauf folgenden Jahr. Ebenfalls 2008 schafften sie die Qualifikation für die olympischen Segelwettbewerbe in Qingdao. Dort erreichten sie den 23. Platz. Etter ist Mitglied im Segelclub Schloss Greifensee und gehört dem B-Kader des Schweizerischen Segelverbandes an.